# Torsten Sundelin
Erik Torsten Sundelin, född den 11 mars 1900 i Vilhelmina, död den 20 november 1953 i Västra Tunhems församling, idag Vänersborgs kommun,  var en svensk gymnasielektor, kompositör och amatörmusiker.

## Biografi
Sundelin avlade studentexamen vid Umeå högre allmänna läroverk år 1918, och började därefter studera romanska språk vid Uppsala universitet. Under studietiden var han även i perioder vikarierande lärare vid Skellefteå samskola, och var initiativtagare till Skellefteå Musiksällskap 1926. Han disputerade i latin år 1934 på en avhandling om den östromerske läkaren Theodorus Priscianus, och var senare verksam bland annat som rektor vid Göteborgs högre samskola  1934–1941, samt därefter som lektor i latin och franska vid Vasa högre allmänna läroverk i Göteborg till 1945.  Han blev förtidspensionerad detta år. Han hade då drabbats av en sjukdom med förlamningar
som till sist berövade honom talförmågan. Från 1943 och till sin död 1953 bodde han i Vargön Västra Tunhems landskommun.  Han är gravsatt på Uppsala gamla kyrkogård.
Under sin Uppsalatid var Sundelin aktiv i Norrlands nation, bland annat som förste kurator 1928–1929, och var även vice ordförande för Uppsala studentkår 1929–1930. Som sånganförare och medlem i sångbokskommittén för den nationssångbok som utgavs år 1933 skrev han texten till Norrlands nations ännu gällande högtidssång, Norrlandssången, till en gånglåt från Norrbotten av Hjalmar Palmgren, och han blev hedersledamot av nationen år 1946. 
Han var sånganförare för Chorus Virorum vid Norrlands nation i Uppsala 1929–1934, och för Allmänna Sången 1932–1934.
Sundelin komponerade musik för manskör och orkester, samt solosånger. Hans omfattande och detaljerade dokumentation av alla körer och orkestrar i hela Norrland, Norrländskt musikliv, utgavs av Norrlands nation år 1946. Det musikstipendium som bär hans namn delas fortfarande varje år i maj ut till en medlem av Norrlands nation i Uppsala.